# The Quiet Man
The Quiet Man is een Amerikaanse dramafilm uit 1952 onder regie van John Ford. Het scenario is gebaseerd op de gelijknamige novelle uit 1933 van de Ierse auteur Maurice Walsh. De film werd destijds in Nederland uitgebracht onder de titel Een yankee uit Ierland.

## Verhaal
De voormalige Amerikaanse bokskampioen Sean Thornton (John Wayne) is teruggekeerd naar zijn vaderland Ierland om een nieuw leven te beginnen. Hij koopt het huis en de grond waar zijn moeder is geboren. Daardoor krijgt hij ruzie met squire Will Danaher (Victor McLaglen), die dat land ook had willen kopen. Mary Kate (Maureen O'Hara), de zus van Danaher, wordt verliefd op Thornton, maar Will geeft aanvankelijk geen toestemming voor een huwelijk. Dankzij de hulp en een truc van diverse dorpelingen komt het toch tot een bruiloft. Uiteindelijk gaan Thornton en Will Danaher met elkaar op de vuist. Dat resulteert in wederzijds respect en zelfs vriendschap. Eind goed, al goed.

## Rolverdeling
| Acteur                | Personage           |
| --------------------- | ------------------- |
| John Wayne            | Sean Thornton       |
| Maureen O'Hara        | Mary Kate Danaher   |
| Barry Fitzgerald      | Michaleen Oge Flynn |
| Ward Bond             | Peter Lonergan      |
| Victor McLaglen       | Will Danaher        |
| Mildred Natwick       | Sarah Tillane       |
| Francis Ford          | Dan Tobin           |
| Eileen Crowe          | Elizabeth Playfair  |
| May Craig             | Visvrouw            |
| Arthur Shields        | Cyril Playfair      |
| Charles B. Fitzsimons | Hugh Forbes         |
| James O'Hara          | Pastoor Paul        |
| Sean McClory          | Owen Glynn          |
| Jack MacGowran        | Ignatius Feeney     |
| Joseph O'Dea          | Molouney            |

## Prijzen en nominaties
| Jaar | Prijs  | Categorie                 | Genomineerde(n)                                      | Uitslag     |
| ---- | ------ | ------------------------- | ---------------------------------------------------- | ----------- |
| 1952 | Oscars | Beste regisseur           | John Ford                                            | Gewonnen    |
| 1952 | Oscars | Beste camerawerk          | Winton C. Hoch Archie Stout                          | Gewonnen    |
| 1952 | Oscars | Beste film                | John Ford Merian C. Cooper                           | Genomineerd |
| 1952 | Oscars | Beste mannelijke bijrol   | Victor McLaglen                                      | Genomineerd |
| 1952 | Oscars | Beste productieontwerp    | Frank Hotaling John McCarthy jr. Charles S. Thompson | Genomineerd |
| 1952 | Oscars | Beste aangepaste scenario | Frank S. Nugent                                      | Genomineerd |